# Carlo Villa (calciatore 1906)
Carlo Villa (Novara, 30 ottobre 1906 – ...) è stato un calciatore italiano, di ruolo attaccante.

## Carriera
Dopo aver militato nei Vercellesi Erranti fino al 1924, debutta in massima serie con la Pro Vercelli nel 1924-1925.
Con i bianchi disputa complessivamente 55 gare segnando 20 reti in cinque stagioni.